# 蒂拉帕塔區
蒂拉帕塔區（西班牙語：Distrito de Tirapata），是秘魯的一個區，位於該國東南部普諾大區的阿桑加羅省，始建於1943年11月20日，面積198.73平方公里，海拔高度3,880米，2005年人口3,077，人口密度每平方公里15人。